# Ferdinand Daučík
Ferdinand Daučík, en ocasiones "españolizado" como Fernando Daucik, fue un futbolista y entrenador de fútbol checoslovaco. Nació en la localidad de Šahy, hoy situada en Eslovaquia, pero en aquel momento perteneciente al Imperio austrohúngaro, el 30 de mayo de 1910 y falleció en la localidad española de Alcalá de Henares (Madrid) el 14 de noviembre de 1986. Desarrolló una amplia trayectoria deportiva, en la que destacó especialmente en su faceta como entrenador, que desarrolló con éxito sobre todo en España, donde ganó un total de 12 títulos. Como jugador llegó a ser internacional tanto con Checoslovaquia como con Eslovaquia.
Tres de sus hijos fueron también futbolistas, llegando uno de ellos, Yanko, a jugar varias temporadas en la Primera División de España.

## Trayectoria

### Como jugador
Daučík inició su carrera como futbolista en Eslovaquia, que desde 1918 y una vez extinguido el Imperio austrohúngaro tras la Primera Guerra Mundial se había unido a la República Checa formando Checoslovaquia. Tras formarse en equipos de base como el FK Slovan Šahy y el KFC Majorka Komárno, en 1928 se incorporó al 1. ČsŠK Bratislava (hoy Slovan Bratislava), club en el que permaneció cinco temporadas. En 1933 fichó por el SK Slavia Praga, club en el que jugó durante nueve temporadas y en el que finalizó en 1942 su carrera como futbolista.
Durante sus años como jugador defendió en 15 ocasiones a la Selección de fútbol de Checoslovaquia, con la que participó en dos Mundiales, los de Italia 1934 (en el que se proclamaron subcampeones) y Francia 1938. En 1942, y durante el breve período en que Eslovaquia fue independiente, también defendió la camiseta de la Selección eslovaca en una ocasión.

### Como entrenador
Pese a hallarse inmersa Checoslovaquia en plena Segunda Guerra Mundial, Daucik no abandonó el fútbol al retirarse como jugador. En 1942 retorna al Slovan Bratislava, al que entrena durante cuatro temporadas, compaginando las dos primeras con su labor como Seleccionador Eslovaco, un cargo que en cierto modo "repetirá" en 1948, año en el que dirige a la Selección de Checoslovaquia.
En 1949 se incorpora como entrenador al Hungaria, club que huye de la Checoslovaquia comunista y que disputa partidos de carácter amistoso en diversos países europeos y con el que, un año más tarde llega a España, fichando como técnico del F. C. Barcelona, club al que dirigirá durante cuatro temporadas en las que su equipo logra ocho títulos oficiales (2 Ligas, 3 Copas del Generalísimo, 1 Copa Latina y 2 Copas Eva Duarte).
Tras su etapa azulgrana, Daucik ficha por el Athletic Club de Bilbao, al que dirige tres temporadas y con el que vuelve a ganar una Liga y dos Copas del Generalísimo.
El siguiente destino de quien en aquellos tiempos era muy conocido por ser el cuñado del famoso jugador azulgrana Ladislao Kubala fue el Atlético de Madrid, al que se incorpora en 1957 y al que dirige durante dos campañas completas, siendo cesado al inicio de su tercera temporada al frente del conjunto rojiblanco.
Tras una breve incursión en la Liga Portuguesa al frente del FC Oporto, retorna a España, donde su siguiente club, también durante tres años (1960-1963) será el Real Betis. Y a partir de ahí Real Murcia, Sevilla FC, Real Zaragoza y Elche CF, para pasar en 1968 a entrenar a los Toronto Falcons, equipo canadiense que militaba en la North American Soccer League, competición que daba inicio aquel año. Tras esta corta estancia en América vuelve a España para entrenar, sucesivamente al RCD Español, último equipo que dirige en Primera División y, ya en Segunda, al Cádiz CF, el Levante y, por último, al UE Sant Andreu.
Ferdinand Daučík es uno de los entrenadores que más partidos ha dirigido en la historia de la Liga española de fútbol, con un total de 553 (488 de ellos en Primera División).

## Clubes

### Como jugador
| Club                | País           | Años      |
| ------------------- | -------------- | --------- |
| FK Slovan Šahy      | Checoslovaquia |           |
| KFC Majorka Komárno | Checoslovaquia |           |
| 1. ČsŠK Bratislava  | Checoslovaquia | 1928-1933 |
| SK Slavia Praga     | Checoslovaquia | 1933-1942 |

### Como entrenador
| Club                                 | País                                 | Años      |
| ------------------------------------ | ------------------------------------ | --------- |
| 1. ČsŠK Bratislava                   | Checoslovaquia                       | 1942-1946 |
| Selección Nacional de Eslovaquia     | Selección Nacional de Eslovaquia     | 1942-1944 |
| Selección Nacional de Checoslovaquia | Selección Nacional de Checoslovaquia | 1948      |
| Hungaria                             | Hungría                              | 1949-1950 |
| F. C. Barcelona                      | España                               | 1950-1954 |
| Athletic Club                        | España                               | 1954-1957 |
| Atlético de Madrid                   | España                               | 1957-1959 |
| FC Oporto                            | Portugal                             | 1959-1960 |
| Real Betis                           | España                               | 1960-1963 |
| Real Murcia                          | España                               | 1963-1964 |
| Sevilla FC                           | España                               | 1964-1965 |
| Real Zaragoza                        | España                               | 1965-1967 |
| Elche CF                             | España                               | 1967-1968 |
| Toronto Falcons                      | Canadá                               | 1968      |
| UE Sant Andreu                       | España                               | 1969-1970 |
| RCD Español                          | España                               | 1970-1971 |
| Cádiz CF                             | España                               | 1971-1972 |
| UE Sant Andreu                       | España                               | 1973-1974 |
| Levante UD                           | España                               | 1974-1975 |
| UE Sant Andreu                       | España                               | 1976-1977 |

## Títulos

### Como jugador
- Primera División de Checoslovaquia (4): 1934/35, 1936/37, 1939/40 y 1940/41 (SK Slavia Praga).

### Como entrenador
- Primera División de España (3): 1951/52 y 1952/53 (F. C. Barcelona) y 1955/56 (Athletic Club).
- Copa del Generalísimo (6): 1951, 1952 y 1953 (F. C. Barcelona), 1955 y 1956 (Athletic Club) y 1966 (Real Zaragoza).
- Copa Eva Duarte (2): 1952 y 1953 (F. C. Barcelona).
- Copa europea latina (1): 1952 (F. C. Barcelona).